# Shivomyces ligustri
Shivomyces ligustri är en svampart som beskrevs av Hosag. & Kamar. 2004. Shivomyces ligustri ingår i släktet Shivomyces och familjen Asterinaceae.   Inga underarter finns listade i Catalogue of Life.